# SF One
S:F One (Special Force One – Die Spezialisten) war eine Kriegsheftromanserie des Bastei-Verlages und eine Zeitschrift. Die Heftromanserie erschien vom 25. Mai 2004 bis 26. April 2005 in 24 Folgen.
Im April 2016 veröffentlichte der Bastei Lübbe Verlag 17 Folgen der Serie in Form einer digitalen Ausgabe.

## Editionsgeschichte
Die Heftromanserie war ab 25. Mai 2004 zu kaufen. Nach Erscheinen des zweiten Bandes (zeitgleich mit Erscheinen von Band 3) erschien die erste Ausgabe der gleichnamigen Zeitschrift. In dieser wurden, neben einem Magazinteil mit weiteren Informationen, die ersten beiden Hefte nachgedruckt. In monatlichem Rhythmus erschienen weitere Ausgaben mit demselben Konzept. Mit der fünften Ausgabe (10/04) wurde die Zeitschrift, bei unveränderten Konzept, in Action umbenannt. Drei Ausgaben später (01/05) wurde das Erscheinen der Zeitschrift eingestellt, während die Heftserie zunächst weiterlief. Mit Band 24 wurde am 26. April 2005 dann auch die Heftserie unerwartet (trotz eines Cliffhangers) eingestellt.

## Handlung
Erzählt werden die Abenteuer einer kleinen, internationalen Spezialeinheit, die im Auftrag der UNO unterwegs ist und Terrorismus bekämpft.

## Trivia
Mit dem Pro7-Club gab es eine Startkooperation, denn auf deren Internetseite konnten sich Interessenten für eine Outdoor-Aktivität bewerben. Deshalb wurden auf diesem Sender auch Spots für die Serie ausgestrahlt.
Auf eine Leserkontaktseite wurde, unüblich für den Bastei-Verlag verzichtet. Der Leserkontakt sollte über die Zeitschrift hergestellt werden. So wurde nach Einstellung der Serie mit Band 18 eine LKS integriert – die im letzten Heft allerdings wieder fehlte.

## Hefte
| Nr. | Autor              | Titel                        | Jahr |
| --- | ------------------ | ---------------------------- | ---- |
| 01  | Michael J. Parrish | Der erste Einsatz            | 2004 |
| 02  | Michael J. Parrish | Unter Feuer                  | 2004 |
| 03  | Michael J. Parrish | Drogenkrieg                  | 2004 |
| 04  | Michael J. Parrish | Operation „Broken Fish“      | 2004 |
| 05  | William T. Connor  | In der Höhle des Löwen       | 2004 |
| 06  | Michael J. Parrish | Feindname: Nexus             | 2004 |
| 07  | Roger Clement      | Das ägyptische Grabmal       | 2004 |
| 08  | Dario Vandis       | Codename: Enigma             | 2004 |
| 09  | Roger Clement      | Südsee-Inferno               | 2004 |
| 10  | Marcus Wolf        | Insel aus Stahl              | 2004 |
| 11  | Michael J. Parrish | Schatten der Vergangenheit   | 2004 |
| 12  | Dario Vandis       | Der Atem Gottes              | 2004 |
| 13  | Henry Rohmer       | Revolution!                  | 2004 |
| 14  | Marcus Wolf        | Flug in den Tod              | 2004 |
| 15  | Dario Vandis       | Der Nemesis-Plan             | 2004 |
| 16  | Henry Rohmer       | Unter dem Eis                | 2005 |
| 17  | William T. Connor  | Operation „Mubato“           | 2005 |
| 18  | Dario Vandis       | Das Delta Protokoll          | 2005 |
| 19  | Michael J. Parrish | Auf verlorener Mission       | 2005 |
| 20  | Roger Clement      | Piraten vor Singapur         | 2005 |
| 21  | Henry Rohmer       | Das Syndikat von Angkor      | 2005 |
| 22  | William F. Connor  | In der Hand des Kartells     | 2005 |
| 23  | Roger Clement      | Einsatz hinter Klostermauern | 2005 |
| 24  | William T. Connor  | Flucht aus Kinshasa          | 2005 |